# Сечкин, Николай Иванович
Никола́й Ива́нович Се́чкин (5 января 1925, Обжи, Курская губерния — 3 января 2019, Москва) — стрелок 685-го стрелкового полка 193-й стрелковой дивизии 65-й армии, ефрейтор; Герой Советского Союза.

## Биография
Русский. Родился в крестьянской семье 5 января 1925 года в деревне Обжи (ныне — в Хомутовском районе Курской области). Окончив 4 класса школы, работал в колхозе.
С 15 ноября 1942 года по 15 марта 1943 года воевал в брянских лесах в партизанском отряде. В марте 1943 года был призван в Красную Армию; тогда же оказался на фронте. Сражался как стрелок 685-го стрелкового полка 193-й стрелковой дивизии 65-й армии на Центральном фронте. С 26 августа по 30 сентября 1943 года участвовал в Черниговско-Припятской наступательной операции Центрального фронта, освобождал города Севск, Новгород-Северский, форсировал реки Сев, Десна (дважды), Сож. В оборонительных боях на Курской дуге под Севском Сечкин из снайперской винтовки уничтожил 11 вражеских солдат и офицеров. Во время наступления на подручных средствах форсировал Сож и в составе полка принял участие в боях за плацдарм, в том числе в отражении двух контратак противника, лично уничтожив гранатами 5 вражеских солдат и захватив пулемёт>.
14 октября 1943 года одним из первых форсировал Днепр вместе со штурмовой группой и принял участие в захвате плацдарма на правом берегу реки. Получил тяжёлое ранение.
Указом Президиума Верховного Совета СССР от 30 октября 1943 года ефрейтору Сечкину Николаю Ивановичу присвоено звание Героя Советского Союза с вручением ордена Ленина и «Золотой Звезды».
В 1944 году демобилизован по ранению. Перебрался в Москву, где работал зубным техником в госпитале. Выйдя на пенсию, проживал в Москве, в районе Печатники.
Умер на 94-году жизни 3 января 2019 года в Москве. Похоронен на Троекуровском кладбище.

## Память
24 января 2025 года постановлением Правительства Москвы № 68-ПП имя Сечкина было присвоено бывшему Проектируемому проезду № 4294 в московском микрорайоне Курьяново.

## Награды
- Медаль «Золотая Звезда» Героя Советского Союза (30.10.1943)[3];
- орден Ленина (30.10.1943);
- орден Отечественной войны 1-й степени (11.03.1985)[6];
- медаль «За отвагу» (04.10.1943)[7];
- медали.